# NGC 114
NGC 114 هي مجرة محدبة تقع في كوكبة قيطس (كوكبة). اكتشفها عالم الفلك الأمريكي ترومان هنري سافورد في 23 سبتمبر 1867.
المجرة تبعد حوالي 195 مليون سنة ضوئية من الأرض، وحوالي 55,000 سنة ضوئية في القطر ما يقرب من نصف حجم درب التبانة.

## وصلات خارجية
- NGC 114 على موقع ويكي سكاي: DSS2, SDSS, GALEX, IRAS, Hydrogen α, X-Ray, Astrophoto, Sky Map, Articles and images